# SIE London Studio
Das London Studio des Spielkonsolenherstellers Sony Interactive Entertainment war ein britischer Computerspielentwickler mit Sitz in London. Er wurde 2002 gegründet und war als sogenanntes First-Party-Entwicklerstudio Teil der PlayStation Studios. London Studio war vor allem für die Entwicklung der SingStar-Reihe sowie Spiele für die EyeToy-Kamera und PlayStation VR bekannt. Das Studio entwickelte insgesamt mehr als 60 Titel. 2024 wurde das Studio im Zuge einer konzernweiten Entlassungswelle geschlossen.

## Geschichte
Das Studio entstand 2002 durch die Zusammenlegung von Psygnosis’ Camden Studio und Team Soho. London Studio entwickelte die SingStar-Spiele, die extrem populär wurden. Unter anderem entwickelte das Studio auch Spiele für Sonys EyeToy und unterstützte die Entwicklung anderer Sony-Titel wie Killzone 2 und LittleBigPlanet. Für die PlayStation 3 arbeitete das Studio an zwei AAA-Exklusivtiteln, darunter Eight Days und die Fortsetzung von The Getaway, aber beide wurden von Sony Europe eingestellt. Januar 2020 wurden alle SingStar- und SingStore-Server eingestellt. Die Offline-Inhalte blieben nach der Abschaltung zugänglich.
London Studio hat eine Virtual-Reality(VR)-Rendering-Technologie namens LSDK entwickelt, von der PlayStation 4 und dem PC unterstützt wird. Diese Engine wurde erstmals in PlayStation VR Worlds verwendet, die fünf Virtual-Reality-Erlebnisse enthielten: The London Heist, Into The Deep, VR Luge, Danger Ball und Scavenger’s Odyssey. Während VR Worlds gemischte Kritiken erhielt, wurde London Heist von der Kritik gefeiert und das Spiel war kommerziell erfolgreich. Die Entwicklung von Titeln für das Virtual-Reality-Headset wurde zum Hauptaugenmerk des Unternehmens. Das nächste Spiel des Studios war Blood & Truth, das als Nachfolger des London-Heist-Levels dient. Es war der erste VR-Titel, der bei seiner Veröffentlichung im Mai 2019 Platz 1 der britischen Verkaufscharts erreichte.
Zuletzt arbeitet das Studio an einem kooperativen Multiplayer-Spiel für die PlayStation 5. 2024 kündigte Sony im Rahmen einer konzernweiten Entlassungswelle unter anderem auch die Schließung des Studios London an.

## Spiele
| Jahr | Titel                                | Plattformen                         |
| ---- | ------------------------------------ | ----------------------------------- |
| 2002 | This Is Football 2003                | PlayStation 2                       |
| 2002 | Hardware: Online Arena               | PlayStation 2                       |
| 2003 | This Is Football 2004                | PlayStation 2                       |
| 2003 | EyeToy: Play                         | PlayStation 2                       |
| 2004 | This Is Football 2005                | PlayStation 2                       |
| 2004 | EyeToy: Groove                       | PlayStation 2                       |
| 2004 | SingStar                             | PlayStation 2                       |
| 2004 | The Getaway: Black Monday            | PlayStation 2                       |
| 2004 | SingStar Party                       | PlayStation 2                       |
| 2005 | EyeToy: Chat                         | PlayStation 2                       |
| 2005 | World Tour Soccer: Challenge Edition | PlayStation Portable                |
| 2005 | Fired Up                             | PlayStation Portable                |
| 2005 | SingStar Pop                         | PlayStation 2                       |
| 2005 | EyeToy: Play 2                       | PlayStation 2                       |
| 2005 | EyeToy: Play 3                       | PlayStation 2                       |
| 2005 | SingStar ’80s                        | PlayStation 2                       |
| 2005 | EyeToy: Kinetic                      | PlayStation 2                       |
| 2005 | EyeToy: Operation Spy                | PlayStation 2                       |
| 2006 | EyeToy: Kinetic Combat               | PlayStation 2                       |
| 2006 | EyeToy: Play Sports                  | PlayStation 2                       |
| 2006 | SingStar Rocks!                      | PlayStation 2                       |
| 2006 | SingStar Anthems                     | PlayStation 2                       |
| 2006 | Gangs of London                      | PlayStation Portable                |
| 2006 | SingStar Legends                     | PlayStation 2                       |
| 2006 | World Tour Soccer 2                  | PlayStation Portable                |
| 2007 | SingStar Pop Hits                    | PlayStation 2                       |
| 2007 | SingStar ’90s                        | PlayStation 2                       |
| 2007 | SingStar Amped                       | PlayStation 2                       |
| 2007 | SingStar Rock Ballads                | PlayStation 2                       |
| 2007 | Aqua Vita                            | PlayStation 3                       |
| 2007 | SingStar R&B                         | PlayStation 2                       |
| 2007 | Beats                                | PlayStation Portable                |
| 2007 | SingStar                             | PlayStation 3                       |
| 2008 | SingStar Summer Party                | PlayStation 2                       |
| 2008 | SingStar Vol. 2                      | PlayStation 3                       |
| 2008 | SingStar ABBA                        | PlayStation 2, PlayStation 3        |
| 2008 | SingStar Vol. 3                      | PlayStation 3                       |
| 2008 | PlayStation Home                     | PlayStation 3                       |
| 2009 | SingStar Queen                       | PlayStation 3                       |
| 2009 | SingStar Pop Edition                 | PlayStation 3                       |
| 2009 | SingStar Motown                      | PlayStation 3                       |
| 2009 | EyePet                               | PlayStation 3, PlayStation Portable |
| 2009 | SingStar Take That                   | PlayStation 3                       |
| 2010 | SingStar Guitar                      | PlayStation 3                       |
| 2010 | SingStar Dance                       | PlayStation 3                       |
| 2011 | DanceStar Party                      | PlayStation 3                       |
| 2011 | EyePet & Friends                     | PlayStation 3                       |
| 2012 | DanceStar Party Hits                 | PlayStation 3                       |
| 2012 | Wonderbook                           | PlayStation 3                       |
| 2014 | SingStar: Ultimate Party             | PlayStation 4, PlayStation 3        |
| 2016 | PlayStation VR Worlds                | PlayStation VR                      |
| 2017 | SingStar Celebration                 | PlayStation 4                       |
| 2019 | Blood & Truth                        | PlayStation VR                      |